# Distretto di Ostrzeszów
Il distretto di Ostrzeszów (in polacco powiat ostrzeszowski) è un distretto polacco appartenente al voivodato della Grande Polonia.

## Geografia antropica

### Suddivisioni amministrative
Il distretto comprende 7 comuni.
- Comuni urbano-rurali: Grabów nad Prosną, Mikstat, Ostrzeszów
- Comuni rurali: Czajków, Doruchów, Kobyla Góra, Kraszewice